# Jacek Kochanowicz
Jacek Kochanowicz (ur. 15 kwietnia 1946, zm. 2 października 2014 w Warszawie) – polski ekonomista, historyk gospodarki, profesor zwyczajny Wydziału Nauk Ekonomicznych Uniwersytetu Warszawskiego.

## Życiorys
Syn Tadeusza i Zofii. Studia ekonomiczne na Uniwersytecie Warszawskim ukończył w 1970. Doktoryzował się tamże w 1976. W 1992 na podstawie dorobku naukowego i rozprawy pt. Spór o teorię gospodarki chłopskiej. Gospodarstwo chłopskie w teorii ekonomii i historii gospodarczej uzyskał w Wydziale Nauk Ekonomicznych UW Stopień doktora habilitowanego nauk ekonomicznych. W 2007 uzyskał tytuł naukowy profesora nauk ekonomicznych. Wypromował 3 doktorów, którzy później zostali samodzielnymi pracownikami nauki: Maciej Tymiński, Anna Sosnowska-Jordanovska, Piotr Koryś. Był członkiem Komitetu Naukoznawstwa PAN.

## Wybrane publikacje
- Badania operacyjne. Metody i przykłady, Warszawa 1977.
- Everyday forms of peasant resistance, London 1989.
- Ekonomia polityczna konsolidacji reform, (red. nauk.), Warszawa 1999.
- Konferencja nt. Społeczne i polityczne uwarunkowania konsolidacji reform systemowych (red. nauk.) Warszawa 2000.
- Kultura i gospodarka, Warszawa 2010.
- Kulturowe aspekty transformacji ekonomicznej, Warszawa 2007.
- Family forms in historic Europe, Cambridge 2008.
- Spór o teorię gospodarki chłopskiej : gospodarstwo chłopskie w teorii ekonomii i w historii gospodarki, Warszawa 1992.
- Understanding reform. The case of Poland, Warsaw 2005.
- Ustrojowa wizja gospodarki polskiej, Warszawa 1997.